# Pier
Pier es una banda de rock de Argentina. Está formada por Ramiro Cerezo en voz, Agustín Cerezo en guitarra, Juan Cruz Copes en bajo y Roy Quiroga en batería. Editaron trece trabajos discográficos, dos DVD y un vinilo hasta la fecha. Los miembros de la banda son originarios del barrio porteño de Palermo. Son considerados una de las bandas más importantes y referentes del rock barrial del barro y una de las más destacadas del rock nacional argentino. Entre sus canciones más conocidas se encuentran «Sacrificio y rock and roll», «La ilusión que me condena», «Jaque mate», «Juego mufado», etc.

## Historia

### Primeros años: 1994 - 1999
La banda Pier se formó en marzo de 1994, en el barrio porteño de Palermo, por iniciativa de los hermanos Agustín y Ramiro Cerezo, quienes querían formar una banda de rock donde "plasmar sus sentimientos", y que actualmente ocupan en la banda los puestos de guitarrista-bajista y cantante de la banda, respectivamente. Existen distintas teorías sobre el origen del nombre "Pier". Siendo una banda que en sus inicios intentaba imitar muchas características de Patricio Rey y sus Redonditos de Ricota (especialmente la voz y la forma de cantar de Ramiro Cerezo), se ha especulado con que su nombre está inspirado en la canción de esta última banda Pierre el Vitricida (inspirada, a su vez, en el productor Pierre Bayona), o incluso en el sonido en inglés de las iniciales PR (de Patricio Rey). Los músicos lo niegan y dicen que el nombre viene como un homenaje a un amigo de la infancia, "que parecía un duende".
En sus comienzos tocaron en pequeños bares y pubs de Buenos Aires y del conurbano bonaerense, entre sus influencias se encontraban géneros clásicos como el rocanrol y el blues. Por entonces la inexperiencia les jugó en contra, siendo reconocidos algunos de sus errores con las declaraciones del mismo Ramiro Cerezo:

"Quiero destacar que PIER ha cometido infinidad de errores, pero equivocándose uno aprende. Y remarco el profesionalismo que siempre hemos tenido, tratando dentro de nuestras posibilidades de brindarnos al máximo, más allá de las adversidades".

Como con cualquier banda en crecimiento, tuvieron que afrontar varios obstáculos para ser conocidos, pero con el tiempo, la concurrencia para ver sus shows fue aumentando, a tal punto que para fines de los años '90 ya tocaban en las zonas más destacadas del circuito underground.
Fue entonces cuando convocaron a Nicolás Ferreirós para ocupar el lugar de bajista, y quedó definitivamente formada la banda. Este músico actuó en el disco debut del grupo, "La codiciada", del cual se produjeron 2000 copias, todas ellas vendidas. Según la página oficial, fue un disco muy pirateado, dadas las características de la banda. Los integrantes no quedaron conformes con esa primera experiencia, y su guitarrista dijo:

«Tenemos en mente volver a grabarlo en estudio o en vivo, porque no quedamos conformes con el producto final, a nivel grabación; al ser independientes, la inexperiencia nos jugó en contra. Pero más allá de eso posee ocho canciones hermosas, y es un disco que nuestra gente ama»

Esto quiere decir que su debut discográfico fue grabado en forma independiente. Terminaron el siglo produciéndolo, aunque según los mismos integrantes de la banda, aún no habían consolidado un estilo definido o su identidad, aún buscaban sus propias formas mientras continuaban experimentando.

### Años 2000 - 2005
Al año siguiente, en 2000, grabaron un nuevo disco, "El fuego sagrado". Según las palabras de sus mismos integrantes, este es considerado por ellos como un disco de transición. Tuvo como peculiaridad la incorporación a la banda de Eugenio Cerezo en la batería, quien es el tercero de los hermanos Cerezo. Tiempo después, recordando su pasado, los integrantes de la banda comentaron:

«La placa marca el rumbo hacia la identidad que buscábamos».

En 2001 lanzaron su tercer álbum, "Gladiadores del rock". Esta edición según los integrantes fue dedicada a todos los músicos que los influenciaron tanto desde el aspecto musical como desde el aspecto estético. Entre los sencillos que pertenecían a este disco, "Sacrificio y rock 'n' roll" y "El ritual de los pibes atentos" se destacaron sobre el resto de los temas que lo componían, siendo el primer sencillo como una de las canciones más reconocidas y un símbolo de la banda, ya que en ella Ramiro Cerezo canta en una parte "No te preocupes, nena/ Esta noche toca Pier".
A partir de la edición de este álbum, Pier inició su primera gira por el interior del país, y a pesar de la escasa difusión de la banda y de su falta de infraestructura, la realización de esta gira fue financiada por la venta de las copias del mencionado álbum.
Pero si bien su popularidad iba aumentando, también lo era la comparación con la que se medía a la banda con la de Los Redondos, antigua banda platense de larga trayectoria, e ícono del rock nacional, que se separó en el año 2001. Se la empezó a tildar de "imitadora" de la banda platense por el sonido de la guitarra que empleaba Agustín Cerezo, y por la forma peculiar de cantar que tenía su hermano Ramiro. Este último habló en nombre de la banda y se encargó personalmente de hacerles saber al periodismo que no estaban parodiándolos. Dijo él en una ocasión:

"Puntualmente, con ese tema… ¡qué se yo!…, tenemos los oídos abiertos y nos parece bien que a la gente le guste o no lo que hacemos. Lo que pasa es que, cuando la crítica tiene ese cosa maliciosa, a mi me molesta. A medida que fue pasando el tiempo, me fui acostumbrando a serenarme, y creo que lo más importante es seguir confiando en lo que hacemos. Nosotros no copiamos a los Redondos . Simplemente, reconozco que tenemos influencias de Los Redondos, porque nos hemos criado escuchándolos…"

Y en otra entrevista, para una fuente periodística diferente:

"Me molestan las que son desmedidas y tienen mala intención. Respetamos y admiramos a Los Redondos, pero siempre intentamos hacer nuestro camino. No voy a negar que es una de las influencias más importantes, pero somos Pier y a nosotros nunca nadie nos regaló nada.

El cantante, con el tiempo, fue dejando de lado las críticas, hecho que quedó demostrado en otra de las entrevistas, donde dijo:

"Antes por ahí me enojaba un poco más, ahora ya me lo tomo natural porque es mi voz, es mi manera de cantar, a medida que fue pasando el tiempo fui evolucionando. Para con Los Redondos tengo un respeto y una admiración profunda, para mí es la banda más grande de la Argentina, pero bueno, siempre recalqué que nosotros somos Pier, soy Ramiro Cerezo soy la voz cantante de la banda y me hago cargo por lo que hago."

Hicieron un alto en su gira por el país, y en 2004, tal cual lo hacían varias bandas del rock nacional ese año, grabaron un disco. Esta producción se llamó "Seguir latiendo", siendo lanzada el mismo año de su grabación.
En 2005 cumplieron su primera década de trayectoria, y realizaron varios festejos para celebrarla. Entre ellos, estuvo el recital que dieron el 7 de diciembre de 2005, el cual fue su debut en el estadio Obras. Este fue registrado y lanzado al público en forma de disco en vivo, ya que en marzo de 2006 la banda lanzaría "Alucinados como la primera vez", el cual sería además su primer disco en vivo. Este disco reúne los mejores temas de los trabajos anteriores de la banda, más "Ruta 66", un clásico del rock nacional en homenaje a Pappo, guitarrista y cantante del rock y el blues argentino que había fallecido un año antes en un accidente de moto. El tema fue interpretado junto a Black Amaya en batería y Miguel Botafogo en guitarra, ambos compañeros de Pappo en una de sus bandas, Pappo´s Blues. La producción estuvo a cargo de Agustín Cerezo.

#### Año 2006
Se retira de la banda el bajista Nicolás Ferreirós por problemas personales. Ocupa su lugar Ernesto "Garfield" Candenas, exbajista de la banda argentina Heroicos Sobrevivientes.

#### Año 2007

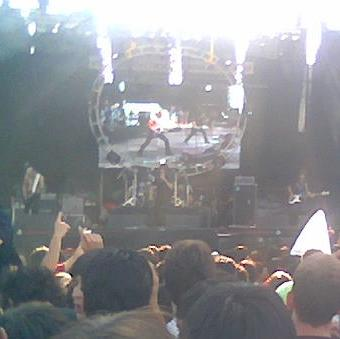
Pier tocando Jaque Mate en el Cosquín Rock 2008.

Finalmente, en julio de 2007 editaron "Rock en Monsterland", cuya producción artística estuvo a cargo de Michel Peyronel (quien aportó sus coros). El mismo se grabó en el Estudio del Abasto al Pasto, grabado por Álvaro Villagra y Alejandro Lista, grabaciones adicionales, overdubs fueron registrados en el abastito. En la realización de este álbum, Botafogo volvió a sumarse a la banda como músico invitado en la guitarra, y lo mismo hizo Gustavo Rowek pero en batería (exmiembro de las bandas V8 y Rata Blanca). También hubo una sección de vientos.
"Rock en Monsterland" les dio la posibilidad de tocar por tercera vez en el estadio Obras (en marzo de 2008) y de girar más a fondo por el interior. Ese año tocaron en provincias como Mendoza, San Luis, Santa Fe, Misiones, Corrientes, Chaco y San Juan.

#### Año 2009
En 2009 lanzaron "Popular mística", un álbum de once canciones que tuvo como corte de difusión el tema "El barco fantasía". El disco fue grabado en los estudios Panda, y producido por Agustín Cerezo y Copi (exmúsico que acompañó a Bunbury en la etapa de "Radical Sonora" (1997) y formó parte del "Cabaret Ambulante", banda que acompañó al músico zaragozano desde 1998 hasta el año 2005). Fue editado y distribuido por DBN Discos.
La diseñadora Jimena Díaz Ferreira estuvo a cargo del arte de tapa y del novedoso packaging.

#### Año 2010
Se editó "La ilusión que me condena", un disco recopilatorio con catorce canciones. Según Agustín Cerezo, el guitarrista de la banda: “Es un número que nos pareció indicado. Por tratarse de un compilado le pusimos algunos temas más que los que le solemos hacer en un disco de estudio normal. Lógicamente muchas quedaron afuera, pero algunas están en “Alucinados como la primera vez”, y muchas otras las dejamos en los discos originales, o para nuestros shows, en donde nos reunimos todos a disfrutar, nosotros tocando y el público escuchando, haciendo pogo o bailando y cantando todas nuestras canciones". El álbum fue editado bajo Sony Music. Se va de la banda Ernesto Candenas y se une Juan Cruz Copes en el bajo y es, hasta la fecha, el bajista que más ha durado en la banda.

#### Año 2011
En 2011 llegó "Desde las sombras", un CD + DVD grabado en vivo en el estadio Obras en 2008. El lanzamiento reunió todas las condiciones en audio e imagen, como para ser uno de los grandes lanzamientos del año. Lo filmó la empresa de desarrollo audiovisual Qubica, lo dirigió Gabriel Alijo y lo editó Pablo Faró. El audio fue grabado y mezclado por Álvaro Villagra, y fue masterizado por David Santos en Los Ángeles, California, Estados Unidos. La autoría del DVD estuvo a cargo de Octavio Lovisolo. Se presentó el sábado 9 de julio de 2011 en El Teatro de Flores, con capacidad agotada.
2012.

#### Año 2014
En el año 2014, la banda editó su decimoprimer trabajo discográfico, titulado Brindaremos cuya arte de tapa fue creado por el diseñador gráfico argentino Lucas Rod dentro de la agencia Unbote, y se presentaron en el programa Duro de domar, siendo unas de las bandas relevantes de los acústicos en septiembre de 2014.

#### Año 2016
Pier toca por primera vez en el mítico Luna Park el 23 de junio de 2016. Sin embargo, meses después se iría de la banda Eugenio, el baterista, tras 16 años de compartir escenarios con sus hermanos.

#### Año 2018
El 25 de agosto durante un show en La Plata, Pier anuncia que su nuevo baterista es Roy Quiroga, mítico baterista de los Ratones Paranoicos. El 9 de octubre lanzan su disco número 12 titulado "La emoción de la oveja negra", el cual fue presentado en el Teatro Flores y fue invitado Juanse a cantar "Todo el tiempo" y "Colocado voy". Pier comienza a presentar su nuevo material en todo el país y festejar los 25 años de trayectoria.

#### Año 2019
Pier vuelve al Cosquín Rock tras 9 años y a Rock en Baradero tras 14. En el show de Rock en baradero, el baterista fue Walter Sidotti (Patricio Rey y sus Redonditos de Ricota) tras la ausencia de Roy por la vuelta de los Ratones Paranoicos. Pier sigue festejando los 25 años y presentando "La emoción de la oveja negra" en distintas localidades del país. Tras la gira nacional anunciada por los Ratones Paranoicos, Roy Quiroga deja la banda y se suma de manera oficial a la batería Walter Sidotti.

#### Año 2020
Debido a la pandemia, Pier tuvo que suspender los festejos de los 25 años de trayectoria; Suspendieron un recital en el Teatro Vorterix, cancelaron un Estadio Obras, pausaron la grabación de nuevo material y suspendieron la idea de otro show en un teatro de la Avenida Corrientes. Durante la pandemia y el Aislamiento, Pier lanzó los videos "Desde casa" de los temas "La ilusión que me condena", "Mi deseo", "Dardos de fuego" y "Todo el tiempo".
El 9 de julio participaron del Festival de Billboard "Unidxs por la música", donde interpretaron "Todo el tiempo" de manera acústica. Tras pasar de fase de aislamiento, Pier pudo retomar las grabaciones de dos de las canciones del nuevo disco, que según el propio Ramiro Cerezo "Son dos rocanroles que están buenísimos, con la impronta que siempre caracterizó a Pier".
El 9 de octubre lanzaron "Flores De Rock & Roll", un show grabado del 27 de octubre del 2018 en donde presentaban "La emoción de la oveja negra". El show fue lanzado vía streaming y el 16 de octubre lo lanzaron en todas las plataformas digitales musicales. El 14 de octubre participaron del aniversario del cantina club "Makena", en dónde interpretaron "Cowboy" y "Sacrificio y rock and roll" junto a Jero Sica, Yamil Salvador y Ponch, todos integrantes de Los Gardelitos. También, durante la cuarentena realizaron diversas entrevistas y acústicos, entre ellos en el Canal de la Ciudad.

## Artistas relacionados
- Juan Carlos "Black" Amaya, baterista en el tema «Ruta 66» del disco Alucinados como la primera vez.
- Miguel Vilanova (Botafogo), guitarrista en el tema «Ruta 66» del disco Alucinados como la primera vez; guitarrista y soporte en la sección de vientos en el disco Rock en Monsterland.
- Michel Peyronel, productor musical y voz de coro en el disco Rock en Monsterland.
- Gustavo Rowek, baterista y soporte en la sección de vientos en el disco Rock en Monsterland.
- Javier Torres, segunda guitarra en «El Narigón del Barranco», «El Comodín», «Sabe que Vuelve», entre otras. Javier también es parte del equipo de sonido.
- Cristian "Pity" Álvarez, segunda guitarra en varios temas en vivo.
- Walter Sidotti, tambores en «Tu tiempo se acaba», y batería en «Jijiji» en vivo.
- Juanse, guitarra y voz en «Todo el tiempo».
- Luciano Napolitano, guitarra en «Ruta 66» en vivo.
- Vitico, bajo en «Ruta 66» en vivo.

## Discografía

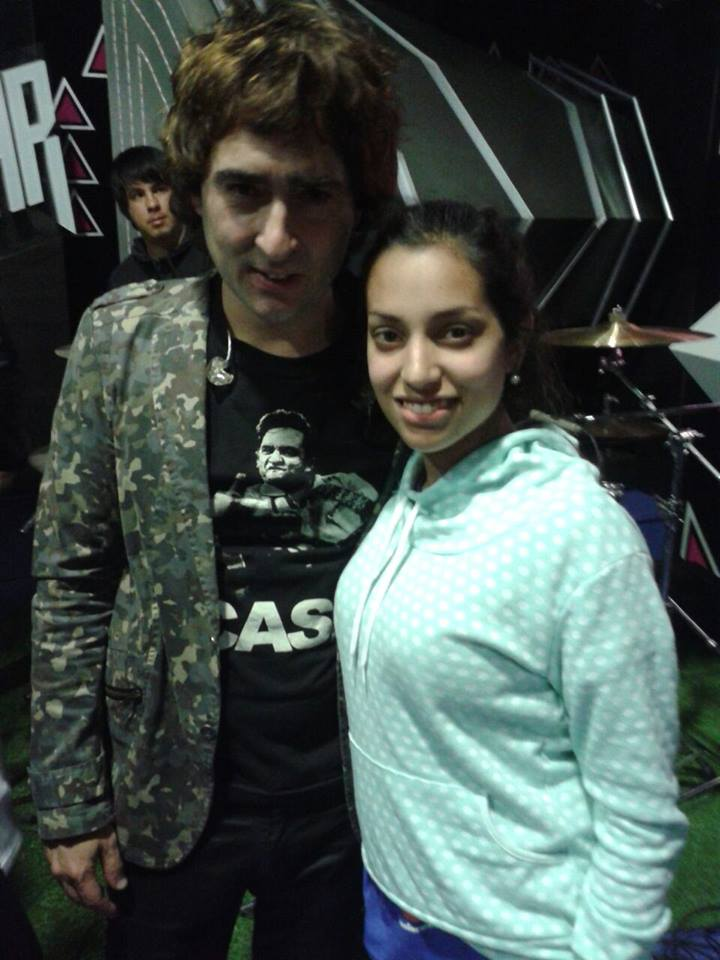
Ramiro Cerezo junto a una fanática, después de un recital que dio Pier, en el programa Duro de domar. Septiembre de 2014.

Los dos primeros trabajos discográficos de la banda, fueron grabados de forma independiente. En los tres siguientes materiales de estudio, recibieron el apoyo de la compañía Soy Rock - Pop Art y en Rock en Monsterland, de la compañía Sony BMG.
- La Codiciada - 1999[15]
- El Fuego Sagrado - 2000[16]
- Gladiadores del Rock - 2001[17]
- Seguir Latiendo - 2004[18]
- Alucinados Como la Primera Vez - 2006[19]
- Rock en Monsterland - 2007[20]
- Popular Mística - 2009[21]
- La ilusión que me condena (Recopilatorio) - 2010[22]
- Desde las sombras (CD + DVD) - 2011[23]
- La codiciada - 2012[24]
- Brindaremos - 2014
- La Emoción de la Oveja Negra - 2018
- Flores de Rock and Roll (CD + DVD) - 2020
- Conexión - 2023

## Videografía
La Banda posee veinte videos oficiales, de los cuales tres están grabados en vivo.
- 'Sacrificio y Rock and roll' - 2001
- 'El Narigón del Barranco' - 2003
- 'La Última Risa' y 'Al Filo del Peligro' - 2004
- 'Sacrificio y Rock and roll' en Vivo - 2005
- 'La Ilusión que me Condena' en Vivo - 2006
- 'Jaque Mate' y 'La Reina del Placer' - 2007
- 'On the Road' en Vivo - 2008
- 'El barco fantasía' - 2009
- 'Maldito duende' (cover Héroes del Silencio) - 2012
- 'Herido y coleando' - 2012
- 'Banquete gustoso y costoso' - 2013
- 'Camino a la Ruina' - 2014
- 'Beso Amargo' - 2015
- 'Puñalada Certera' - 2015
- 'Brindaremos' - 2016
- 'Todo el tiempo' - 2018
- 'Soldado de la gruesa armadura' - 2018
- 'Quiero verte otra vez' - 2019
- 'Mundo en llamas' - 2021
- 'No me dejes caer' - 2022